# Liste der Straßen und Plätze in Radebeul-Kötzschenbroda-Oberort
Die Liste der Straßen und Plätze in Radebeul-Kötzschenbroda-Oberort ist ein Auszug aus der Liste der Straßen und Plätze in Radebeul, ergänzt um die jeweiligen Koordinaten sowie um Fotos. Sie gibt eine Übersicht über die Straßen und Plätze im Stadtteil Kötzschenbroda-Oberort der sächsischen Stadt Radebeul. Angeführt werden neben den Namen auch die Stadtteile, durch die die Straßen auch noch verlaufen, das Jahr der letzten Namenswidmung, der Namensgeber sowie ihre ehemaligen Namen. Darüber hinaus sind die in den zugehörigen Straßen liegenden, denkmalgeschützten Bauwerke bzw. Sehenswürdigkeiten wie auch die dort liegenden, mit einem Radebeuler Bauherrenpreis ausgezeichneten Gebäude mit ihren Hausnummern aufgeführt, dazu Anmerkungen sowie ehemalige Bewohner dieser Straße.

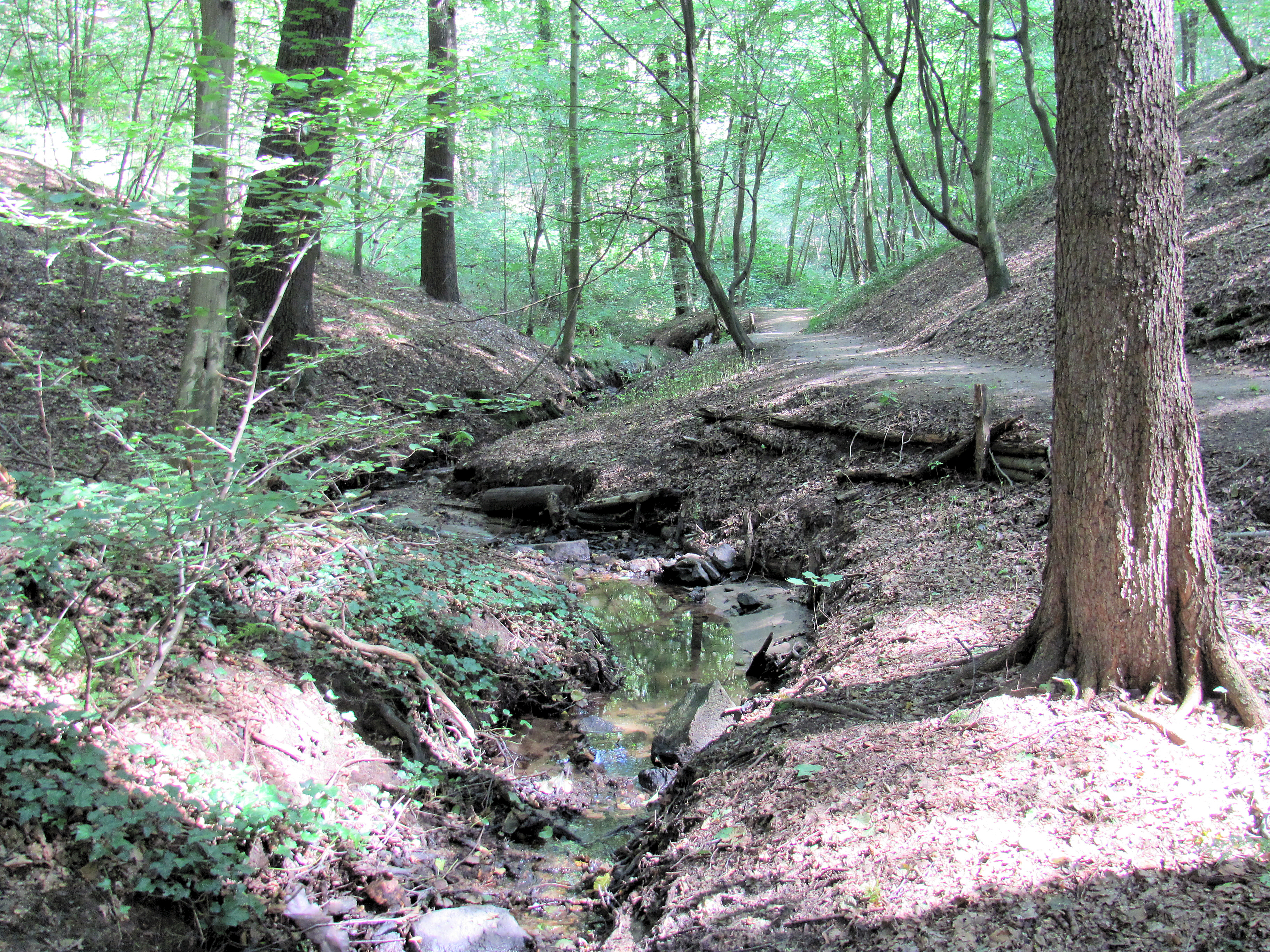
Dreizehn-Brücken-Weg am Lindenaubach

## Legende
Die in der Tabelle verwendeten Spalten listen die im Folgenden erläuterten Informationen auf:
- Straßen-/ Platzname: Bezeichnung der einzelnen Straßen und Plätze.

Übersicht über die Lage der Radebeuler Stadtteile

- Weitere Stadtteile: Radebeuler Stadtteile, durch die die Straße ebenfalls führt.
  - FUE: Fürstenhain (Straßenliste)
  - KOE: Kötzschenbroda (Straßenliste)
  - KOO: Kötzschenbroda-Oberort
  - LIN: Lindenau (Straßenliste)
  - NAU: Naundorf (Straßenliste)
  - NDL: Niederlößnitz (Straßenliste)
  - OBL: Oberlößnitz (Straßenliste)
  - RAD: Alt-Radebeul (Straßenliste)
  - SER: Serkowitz (Straßenliste)
  - WAH: Wahnsdorf (Straßenliste)
  - ZIT: Zitzschewig (Straßenliste)
- Widmung: Datum der Namenswidmung.
- Namensgeber: Namensgeber der letztmaligen Namenswidmung.
- Alte Namen: Vorherige Namen der Straßen und Plätze.
- Denkmale. Sehenswürdigkeiten. Bauherrenpreise: Hausnummern der in dieser Straße liegenden Denkmale, Kulturdenkmale, Sehenswürdigkeiten oder Bauherrenpreise. (Nummern in Klammer geben die Grundstücksnummer bei namentlich genannten Denkmalen oder Sehenswürdigkeiten an.)
- Bemerkung. Bewohner: Nähere Erläuterung sowie ehemalige Bewohner dieser Straße.
- Bild: Foto der Straße oder des Platzes.

## Straßen- und Platzverzeichnis
| Straßen- / Platzname         | Weitere Stadtteile | Widmung                 | Namensgeber             | Alte Namen                                                                                                   | Denkmale. Sehenswürdigkeiten. Bauherrenpreise | Bemerkung. Bewohner | Bild                                                                           |
| ---------------------------- | ------------------ | ----------------------- | ----------------------- | --- | --------------------------------------------- | --- | ------------------------------------------------------------------------------ |
| Am Spittelholz (Lage)        |                    | 1931                    |                         | 1903 Verschönerungsweg nach der Flora (nördlicher Teil), Verschönerungsweg nach der Meierei (östlicher Teil) |                                               | nach dem historischen Flurnamen, der auf den ehemaligen Besitzer Maternihospital zurückgeht                                                                         | Am Spittelholz                                                                 |
| Am Stephansborn (Lage)       |                    | 1935                    |                         | Ringstraße (Teilstück)                                                                                       |                                               | nach einem Brunnen, der im 18. Jh. Schloss Wackerbarth versorgte | Am Stephansborn                                                                |
| Am Wasserturm (Lage)         |                    | 1989                    | Wasserturm              | | Wasserturm                                    | | Am Wasserturm                                                                  |
| Amselweg (Lage)              |                    | nach 1945               |                         | |                                               | | Amselweg                                                                       |
| An den Brunnen (Lage)        | NAU                | 1924                    |                         | um 1600 Am Holzenborn, Auf den Kottenbergen, Ringstraße, 1912 Bergstraße                                     | 12                                            | | An den Brunnen, Blick Richtung Westen                                          |
| Andreas-Hofer-Straße (Lage)  | LIN                | 1935                    | Andreas Hofer           | 1911 An der Siedlung, 1925 Wiesenstraße                                                                      |                                               | | Andreas-Hofer-Straße                                                           |
| Auf den Kottenbergen (Lage)  |                    | 1931                    | Weinberg Kottaw         | |                                               | nach der schon im 15. Jh. belegten Weinbergsbezeichnung Kottaw (später auch Kuttenberge)                                                                            | Auf den Kottenbergen                                                           |
| August-Kaden-Straße (Lage)   |                    | 1945                    | August Kaden            | 1926 Waldstraße, 1935 Eduard-Bilz-Straße                                                                     |                                               | August Kaden lebte in Kötzschenbroda, wo Felix Kaden geboren wurde                                                                                                  | August-Kaden-Straße                                                            |
| Buchholzweg (Lage)           |                    | 1935                    | Buchholz                | |                                               | nach der um 1400 belegten Bezeichnung des Teils des Friedewalds („Buchhölzgen“), auf das Lindenau im 17. Jh. Hutungsrechte besaß. Johann Erich Gottschalch (Nr. 64) | Buchholzweg                                                                    |
| Buschweg (Lage)              |                    | 1929                    |                         | |                                               | nach einem älteren Flurnamen | Buschweg                                                                       |
| Dippelsdorfer Straße (Lage)  |                    | 1905                    | Dippelsdorf             | |                                               | | Dippelsdorfer Straße, Richtung Nordosten                                       |
| Dreizehn-Brücken-Weg (Lage)  |                    | 1940                    |                         | Gründchen |                                               | um 1880 durch den Verschönerungsverein für die Lößnitz angelegt, benannt nach den zahlreichen Flussquerungen des Lößnitzbachs und des Lindenaubachs                 | Dreizehn-Brücken-Weg                                                           |
| Drosselweg (Lage)            |                    | frühes 20. Jh.          |                         | |                                               | | Drosselweg Richtung Westen                                                     |
| Finstere Gasse (Lage)        | NDL                | 1652 urkundlich erwähnt |                         | 19. Jh. Finstergasse                                                                                         |                                               | bereits 1652 urkundlich erwähnte Berggasse. | Finstere Gasse                                                                 |
| Friedewaldweg (Lage)         | LIN                | 1936                    | Friedewald              | |                                               | | Friedewaldweg                                                                  |
| Friedrich-August-Höhe (Lage) |                    |                         | Friedrich August III.   | 1908 König-Friedrich-August-Höhe                                                                             | Wasserturm                                    | Gehört zum Waldpark Radebeul-West | Friedrich-August-Höhe                                                          |
| Ginsterweg (Lage)            |                    | ca. 1950                |                         | |                                               | Martin Hellberg (Haus Hellberg, Nr. 51) | Ginsterweg                                                                     |
| Hermann-Löns-Weg (Lage)      | NAU                | 1939                    | Hermann Löns            | |                                               | | Hermann-Löns-Weg                                                               |
| Hinter den Weinbergen (Lage) | NAU                | 1995                    |                         | |                                               | | Hinter den Weinbergen                                                          |
| Höhenweg (Lage)              | NDL                | 1897                    |                         | |                                               | alter Weinbergsweg | Höhenweg                                                                       |
| Jägerhofstraße (Lage)        | LIN, NDL           | 1925                    | Gasthaus „Zum Jägerhof“ | ca. 1800 Jagdweg                                                                                             |                                               | | Jägerhofstraße                                                                 |
| Jägerstraße (Lage)           |                    | 1905                    |                         | | 4                                             | | Jägerstraße                                                                    |
| Käuzchenweg (Lage)           | NAU                | 1988                    |                         | |                                               | | Käuzchenweg Richtung Norden                                                    |
| Kiesgrubenweg (Lage)         |                    | 1927                    |                         | |                                               | | Kiesgrubenweg                                                                  |
| Kottenleite (Lage)           | NDL, NAU           | 1924                    |                         | Kottenleitenweg, 1900 Forststraße                                                                            |                                               | entlang eines alten Viehwegs zwischen Naundorf und Lindenau, der östlich gelegene Hang bereits im frühen 19. Jh. Kottenleithe                                       | Kottenleite                                                                    |
| Kreyernweg (Lage)            | NAU                | 1897                    | Kreyern                 | |                                               | | Kreyernweg                                                                     |
| Kuckucksweg (Lage)           |                    | 1989                    |                         | |                                               | | Kuckucksweg                                                                    |
| Lößnitzgrundstraße (Lage)    | WAH, OBL           | 1935                    | Lößnitzgrund            | 1899 Grundstraße, 1912 Bachstraße                                                                            | 82/84, 140                                    | Gebrüder Ziller, Kunstmaler Erwin Langer |                                                                                |
| Meiereiweg (Lage)            |                    | 1881                    | Meierei                 | | Bilzbad (108)                                 | Eduard Bilz, Willy Johannes Bilz, Emil Zimmermann | Meiereiweg                                                                     |
| Morgenleite (Lage)           |                    | 1960                    |                         | |                                               | | Morgenleite                                                                    |
| Moritzburger Straße (Lage)   | LIN, NDL, KOE      | 1865                    | Moritzburg              | 1497 Fahrweg unter dem Leyme (Leimgrund), Dürrkittelgasse (oberhalb des Mohrenhauses)                        | 57, 59, 89, 91                                | entlang des alten Viehwegs zwischen Kötzschenbroda und Lindenau | Moritzburger Straße                                                            |
| Neuländer Straße (Lage)      | LIN                | 1924                    | Flurname Neuländer      | 1911 Schulweg                                                                                                | 34                                            | nach dem bereits im 15. Jh. belegten Flurnamen „Neuländer“ | Neuländer Straße                                                               |
| Obere Burgstraße (Lage)      | NDL                | 1934                    | Friedensburg            | |                                               | A. P. Walther (Nr. 12) | Obere Burgstraße kurz vor der Friedensburg, rechts führt sie den Berg hinunter |
| Rietzschkegrund (Lage)       | NAU, ZIT           | 1897 (amtlich)          | Rietzschkegrund         | 1686 Bettelgrund                                                                                             |                                               | | Rietzschkegrund, rechts der überwachsene Teich des Lindenaubachs               |
| Ringstraße (Lage)            |                    | 1897                    |                         | | 16                                            | nach der ringförmigen Anlage | Ringstraße                                                                     |
| Schluchtenweg (Lage)         |                    | 1940                    |                         | |                                               | | Schluchtenweg                                                                  |
| Sonnenleite (Lage)           | LIN                | 1925                    |                         | 1920 Birkenstraße                                                                                            |                                               | alter Viehweg | Sonnenleite                                                                    |
| Steinbergweg (Lage)          |                    | 1986                    |                         | |                                               | | Steinbergweg mit dem links verlaufenden Lindenaubach                           |
| Turmleite (Lage)             |                    | 1965                    | Wasserturm Radebeul     | |                                               | | Turmleite                                                                      |
| Wahnsdorfer Weg (Lage)       |                    | 1936                    | Wahnsdorf               | |                                               | | Wahnsdorfer Weg                                                                |
| Waldweg (Lage)               |                    | 1996                    |                         | 1935 Buchholzweg (Teilstück)                                                                                 |                                               | | Waldweg                                                                        |